# Бава, Марио
Ма́рио Ба́ва (англ. Mario Bava; 1914—1980) — итальянский кинорежиссёр, сценарист, оператор, мастер спецэффектов, а также продюсер и актёр. Признанный мастер фильма ужасов, один из основателей жанра джалло. Отец режиссёра Ламберто Бавы.

## Биография
Отец Марио — Эудженио Бава, скульптор по образованию, работал в немом кино сначала создателем спецэффектов, затем оператором. Некоторое время Марио работал ассистентом у отца и других итальянских кинематографистов.
Впервые в качестве оператора Бава выступил в 1939 г., сняв два короткометражных фильма совместно с Роберто Росселлини; всего до начала режиссёрской деятельности снял около 45 фильмов.
В 1957 г. Бава работал оператором на фильме «Вампиры». На 12-й день съёмок режиссёр Риккардо Фреда покинул площадку, и Бава закончил фильм за несколько дней, внеся множество изменений в сценарий и придумав оригинальные спецэффекты. Со следующим фильмом Фреда «Калтики, бессмертный монстр» (1959) произошла та же история. После того как Бава спас таким образом несколько проектов студии Galatea Film (при этом он не упоминался в титрах в качестве режиссёра), глава студии Нелло Санти предложил ему режиссёрский дебют на любом материале. Первым фильмом Бавы стал готический хоррор «Маска Сатаны». Фильмы «Девушка, которая слишком много знала» и «Шесть женщин для убийцы» заложили основу жанра, ныне известного как джалло, а «Кровавый залив» — один из первых слэшеров.
В 1972 году Бава снял картину «Лиза и дьявол», не имевшую успеха в Италии, а в США вышедшую лишь в ограниченный прокат. Поскольку в том же году вышел снискавший необычайный успех фильм «Изгоняющий дьявола», продюсер Альфредо Леоне уговорил Баву переделать ленту, чтобы придать ей сходный с успешным конкурентом вид. В процессе переделок Бава разругался с Леоне и покинул съёмочную площадку. Переделанный вариант под названием «Дом изгнания дьявола» (1975) провалился в прокате.
Снятые в 1974 году «Дикие псы» не вышли на экран из-за банкротства продюсера, в результате которого всё имущество последнего, включая фильм, было разделено между кредиторами; картина была выпущена только 20 лет спустя, после того как её завершили сын режиссёра Ламберто и актриса Леа Ландер. Снова оказавшийся не у дел Бава старался, несмотря на финансовые проблемы, держаться бодро и отклонил предложение Де Лаурентиса занять режиссёрское кресло ремейка «Кинг-Конга».
В 1977 году вышел фильм «Шок», отдельные сцены в котором снял Ламберто. Также совместно с сыном Бава поставил телефильм «Венера Илльская» по мотивам рассказа Мериме. В фильме Дарио Ардженто «Инферно» работал над некоторыми спецэффектами.
Умер от сердечного приступа в апреле 1980 года. Похоронен в Риме на кладбище Фламинио.

## Эстетика и стиль
Марио Бава известен прежде всего своим экспрессивным использованием цвета. В его фильмах «Шесть женщин для убийцы» и «Планета вампиров» используются интенсивные цвета, которые как бы завлекают и практически гипнотизируют зрителя.
Также декорации являются важной частью его работы. Особенно в его готических хоррорах, таких как «Операция «Страх»», «Три лика страха», «Маска дьявола».
Его самым известным приёмом был зум, трюк широко используемый в 1960—1970-х годах. Бава был одним из первых итальянских режиссёров, который стал его использовать в своих фильмах. Многие критики отмечали, что он даже делал это слишком часто, например, в «Пяти куклах для августовской луны» и «Планете вампиров».
Благодаря своей изобретательности и использованию новых для того времени трюков, Марио Бава сумел замаскировать сцены, которые на самом деле были сняты на очень малые средства.

## Признание
Некоторые визуальные решения и режиссёрские ходы Бавы впечатлили профессиональных кинематографистов, аллюзии на его фильмы заметны в картинах прежде всего итальянских и итало-американских режиссёров — Феллини, Кубрика, Скорсезе, Маргерити, Ардженто, Линча, Де Пальмы, Карпентера, Бёртона, Джо Данте, Джона Лэндиса, Квентино Тарантино, а также Тарковского.
- Тим Бёртон в своей «Тайне сонной лощины» явно цитирует «Маску Сатаны» Марио Бавы. Он также был очень удивлён, когда во время презентации своего фильма в Риме некоторые итальянские журналисты признались, что не знают Марио Баву. Квентин Тарантино заявлял, что за каждым его кадром стоит мастерство Бавы. Заявления этих режиссёров содержатся в документальном фильме, транслируемом Sky в 2004 году. «Марио Бава — операция страх» — это ещё один документальный фильм о творчестве Бавы. Его режиссёрами были Габриэле Ачербо и Роберто Пизони. В нём содержатся интервью и высказывания Дарио Ардженто, Дарии Николоди, Дино де Лаурентис, Эннио Морриконе, Роджера Кормана, Марио Моничелли, Джона Филиппа Лоу и Альфреда Леоне.

- Федерико Феллини также вдохновлялся работами Марио Бавы. В его «Тоби Даммит» одной из частей коллективно созданного фильма «Три шага в бреду» снята маленькая девочка, которая очень похожа на ту, которая снималась в «Операции страх». На самом деле это больше похоже на плагиат, так как сам Феллини никогда не упоминал об этом, а Бава заметил это, посмотрев фильм в кинотеатре.

- Завершая свой телесериал «Твин Пикс», Дэвид Линч, вдохновлённый творчеством Бавы, при создании последнего эпизода ссылается на его работу «Операция страх», где похожим образом главный герой преследует своего злодея-двойника.

- Другие режиссёры также цитируют Баву. Например, в фильме «Прощай любимая» (2006), снятом Микеле Соави, повторяется сцена из фильма Бавы «Шок». Дария Николоди лежит на кровати, и камера показывает странное движение её волос, которое как бы нарушает все законы гравитации.

- Также Марио Бава был процитирован Стивеном Кингом в его романе «Ловец снов».

Несмотря на уважение и высокую оценку интеллектуалов и режиссёров во всём мире, сам Бава был скромен и самокритично относился к своей работе как кинорежиссёра, предпочитая называть себя «не мастером, но ремесленником». В последнем интервью, данном незадолго до смерти газете L’Espresso, Бава на вопрос корреспондента, что он может сказать о своих фильмах, с убийственной самоиронией ответил: «Все мои фильмы — полное дерьмо, можете не сомневаться».
Рауль Уолш, с которым Марио Бава успел поработать в качестве оператора на фильме «Эсфирь и царь» (1960), так отзывался о нём: «Если бы все режиссеры походили на Баву, в кино никогда не было бы кризисов. Гении вроде него, знающие всё о кинематографической технике, способны переизобретать язык кино снова и снова».

## Критика
Итальянские критики всегда относили работы Бавы к работам второго сорта, считали его режиссёром B-movie. Единственным, что всегда оценивали по достоинству, были спецэффекты в его фильмах. И только лишь после его смерти начался процесс переоценки его творчества. Однако, в США и Франции он был признан маэстро ужасов ещё при жизни.

## Документальные фильмы о его работе
- «Марио Бава — маэстро ужаса», созданный Чарльзом Прече и Гарри Сан-Грантом (2000)
- «Марио Бава — операция страх», созданный Габриэле Ачербо и Роберто Пизони (2004)
- «Бава говорит», созданный Патриком О’Брайаном (2006)

## Фильмография
| Год  | Русское название                                                | Оригинальное название фильма          | Кто                                       |
| ---- | --------------------------------------------------------------- | ------------------------------------- | ----------------------------------------- |
| 1939 |                                                                 | La Vispa Teresa                       | Оператор                                  |
| 1939 |                                                                 | Il Tacchino prepotente                | Оператор                                  |
| 1943 |                                                                 | L’Avventura di Annabella              | Оператор                                  |
| 1943 |                                                                 | Sant’Elena, piccola isola             | Оператор                                  |
| 1946 | Рыбный суп                                                      | L’Orecchio                            | Режиссёр, оператор                        |
| 1946 | Любовный напиток                                                | L’Elisir d’amore                      | Оператор                                  |
| 1947 |                                                                 | Uomini e cieli                        | Оператор                                  |
| 1947 | Святая ночь                                                     | Santa notte                           | Режиссёр, оператор                        |
| 1947 | Легендарная симфония                                            | Legenda Sinfonica                     | Режиссёр, оператор                        |
| 1947 | Флавиев амфитеатр                                               | Anfiteatro Flavio                     | Режиссёр, оператор                        |
| 1948 |                                                                 | Pagliacci                             | Оператор                                  |
| 1948 |                                                                 | Natale al campo 119                   | Оператор                                  |
| 1949 | Без ума от оперы                                                | Follie per l’opera                    | Оператор                                  |
| 1949 | Симфонические вариации                                          | Variazioni sinfoniche                 | Режиссёр, оператор                        |
| 1949 |                                                                 | Antonio di Padova                     | Оператор                                  |
| 1950 | Собачья жизнь                                                   | Vita da cani                          | Оператор                                  |
| 1950 |                                                                 | Quel bandito sono io                  | Оператор                                  |
| 1950 |                                                                 | L’Ospedale del delitto                | Оператор                                  |
| 1950 |                                                                 | Canzone di primavera                  | Оператор                                  |
| 1950 |                                                                 | È arrivato il cavaliere!              | Оператор                                  |
| 1950 |                                                                 | Miss Italia                           | Оператор                                  |
| 1951 | Полицейские и воры                                              | Guardie e ladri                       | Оператор                                  |
| 1951 |                                                                 | La Famiglia Passaguai fa fortuna      | Оператор                                  |
| 1951 | Гойя                                                            | Goya                                  | Оператор                                  |
| 1951 |                                                                 | Amor non ho… però… però               | Оператор                                  |
| 1951 |                                                                 | La Famiglia Passaguai                 | Оператор                                  |
| 1952 |                                                                 | Papà diventa mamma                    | Оператор                                  |
| 1953 |                                                                 | Perdonami!                            | Оператор                                  |
| 1953 |                                                                 | Il Viale della speranza               | Оператор                                  |
| 1953 | Парк Боргезе                                                    | Villa Borghese                        | Оператор                                  |
| 1953 |                                                                 | Cose da pazzi                         | Оператор                                  |
| 1953 |                                                                 | Il Bacio dell’Aurora                  | Оператор                                  |
| 1953 |                                                                 | Balocchi e profumi                    | Оператор                                  |
| 1953 |                                                                 | Gli Eroi della domenica               | Оператор                                  |
| 1954 |                                                                 | Terza liceo                           | Оператор                                  |
| 1954 |                                                                 | Graziella                             | Оператор                                  |
| 1954 | Украли трамвай                                                  | Hanno rubato un tram                  | Оператор                                  |
| 1954 | Странствия Одиссея                                              | Ulisse                                | Сорежиссёр                                |
| 1955 |                                                                 | Buonanotte… avvocato!                 | Оператор                                  |
| 1955 |                                                                 | Le Avventure di Giacomo Casanova      | Оператор                                  |
| 1956 | Красива, но опасна                                              | La Donna più bella del mondo          | Оператор                                  |
| 1956 | Любовница Нерона                                                | Mio figlio Nerone                     | Оператор                                  |
| 1956 |                                                                 | Orlando e i Paladini di Francia       | Оператор                                  |
| 1956 |                                                                 | Città di notte                        | Оператор                                  |
| 1957 | Вампиры                                                         | I Vampiri                             | Сорежиссёр (в титрах не указан), оператор |
| 1958 | Подвиги Геракла                                                 | Le Fatiche di Ercole                  | Оператор                                  |
| 1958 |                                                                 | La Morte viene dallo spazio           | Оператор                                  |
| 1959 | Подвиги Геракла: Геракл и царица Лидии                          | Ercole e la regina di Lidia           | Оператор                                  |
| 1959 | Калтики, бессмертный монстр                                     | Caltiki — il mostro immortale         | Сорежиссёр (в титрах не указан), оператор |
| 1959 | Гигант Марафона, или Марафонская битва                          | La Battaglia di Maratona              | Режиссёр, оператор                        |
| 1959 | Хаджи-Мурат — Белый Дьявол                                      | Agi Murad il diavolo bianco           | Оператор                                  |
| 1960 | Вампиры атомного века                                           | Seddok, l’erede di Satana             | Продюсер                                  |
| 1960 | Маска Сатаны                                                    | La maschera del demonio               | Режиссёр, сценарист, оператор             |
| 1960 | Эсфирь и царь                                                   | Esther and the King                   | Сорежиссёр, оператор                      |
| 1961 | Волшебная лампа Аладина                                         | Le meraviglie di Aladino              | Сорежиссёр (снял лишь несколько сцен)     |
| 1961 | Геракл в царстве теней                                          | Ercole al centro della terra          | Режиссёр, сценарист, оператор             |
| 1961 | Захватчики                                                      | Gli invasori                          | Режиссёр, сценарист, оператор             |
| 1963 | Девушка, которая слишком много знала                            | La Ragazza che sapeva troppo          | Режиссёр, сценарист, оператор             |
| 1963 | Плеть и тело                                                    | La Frusta e il corpo                  | Режиссёр, оператор                        |
| 1963 | Три лика страха                                                 | I Tre volti della paura               | Режиссёр, сценарист, оператор             |
| 1964 | Дорога к Форту Аламо                                            | La Strada per Fort Alamo              | Режиссёр, оператор                        |
| 1964 | Шесть женщин для убийцы                                         | Sei donne per l’assassino             | Режиссёр, сценарист, оператор             |
| 1965 | Планета вампиров (Страх в космосе)                              | Terrore nello spazio                  | Режиссёр, сценарист, оператор             |
| 1966 | Доктор Голдфут и девушки-бомбы (Шпионы, пришедшие с полухолода) | Spie vengono dal semifreddo           | Режиссёр, актёр, оператор                 |
| 1966 | Кровь за кровь                                                  | I Coltelli del vendicatore            | Режиссёр, сценарист, оператор             |
| 1966 | Операция «Страх»                                                | Operazione paura                      | Режиссёр, сценарист, оператор             |
| 1968 | Дьяволик                                                        | Diabolik                              | Режиссёр, сценарист, оператор             |
| 1968 | Голая… если мёртвая                                             | Nude… si muore                        | Сценарист                                 |
| 1970 | Пять кукол для августовской луны                                | 5 bambole per la luna d’agosto        | Режиссёр, оператор                        |
| 1970 | Рой Кольт и винчестер Джек                                      | Roy Colt & Winchester Jack            | Режиссёр, оператор                        |
| 1970 | Топор для новобрачной (Алый знак безумия)                       | Il Rosso segno della follia           | Режиссёр, оператор                        |
| 1971 | Кровавый залив (Цепная реакция)                                 | Reazione a catena                     | Режиссёр, сценарист, оператор             |
| 1972 | Камера пыток (Ужасы замка Норимберга)                           | Gli Orrori del castello di Norimberga | Режиссёр, оператор                        |
| 1972 | Четыре раза той ночью                                           | Quante volte… quella notte            | Режиссёр, оператор                        |
| 1973 | Лиза и дьявол (Дом дьявола)                                     | Lisa e il diavolo                     | Режиссёр, сценарист                       |
| 1974 | Дикие псы (Похищение)                                           | Cani arrabbiati (Semafo)              | Режиссёр, актёр, оператор                 |
| 1977 | Шок                                                             | Beyond the Door II                    | Режиссёр, оператор                        |
| 1979 | Венера Илльская                                                 | La Venere d’Ille                      | Сорежиссёр                                |